# Pennabilli
Pennabilli är en ort och kommun i provinsen Rimini i regionen Emilia-Romagna i Italien. Kommunen hade 2 767 invånare (2018).